# Gigi, questo sono io
Gigi questo sono io è stato un varietà, condotto da Gigi D'Alessio, con la partecipazione di Carmine Faraco e per la regia di Paolo Beldì, andato in onda in prima serata su Rai 1 per due puntate, nel marzo 2010. La prima puntata è andata in onda il 4 marzo 2010 con uno share del 25,04%, mentre la seconda è andata in onda l'11 marzo 2010 con uno share del 22,01%, praticamente in entrambe le puntate ci sono stati quasi 6 milioni di telespettatori.

## Prima puntata
| Messa in onda | Share  | Ospiti                                                                                          |
| ------------- | ------ | ----------------------------------------------------------------------------------------------- |
| 4 marzo 2010  | 25,04% | Claudio Baglioni, Noemi, Sophia Loren, Don Backy, Lucio Dalla, Sergio Cammariere e Mario Biondi |

La prima puntata di Gigi, questo sono io è andata in onda il 4 marzo 2010 realizzando uno share del 25,04% con picchi del 33%. Tra gli ospiti:
- Claudio Baglioni con il quale Gigi D'Alessio si è esibito in un omaggio a Umberto Bindi con il brano Il nostro concerto del 1960 ;i due si sono cimentati anche in vari duetti: Avrai, Mille giorni di te e di me, Niente più, Non riattaccare[1];
- Noemi che ha cantato Per tutta la vita venendo accompagnata da Gigi al piano, sempre con Gigi ha duettato L'amore si odia e Cu' mme, brano eseguito per omaggiare Roberto Murolo e Mia Martini[3];
- Lucio Dalla con cui Gigi ha duettato 4 marzo 1943;
- Sophia Loren[4]
- Sergio Cammariere con cui Gigi ha eseguito insieme al piano La mia banda suona il rock di Ivano Fossati[1];
- Mario Biondi.
- Don Backy che ha cantato L'immensità venendo accompagnato da Gigi al piano, sempre con Gigi ha duettato Canzone

## Seconda puntata
| Messa in onda | Share  | Ospiti |
| ------------- | ------ | --- |
| 11 marzo 2010 | 22,01% | Massimo Ranieri, Anna Tatangelo, Renato Zero, Antonella Clerici, Peppino Gagliardi, Alex Britti, Pupo e Emanuele Filiberto |

La seconda puntata di Gigi, questo sono io è andata in onda l'11 marzo 2010 realizzando uno share del 22,01%. Collegamento a sorpresa con Striscia la notizia. Tra gli ospiti:
- Massimo Ranieri, con cui Gigi ha duettato in Perdere l'amore, Se bruciasse la città, Apri le braccia e Rose rosse per te
- Renato Zero, con cui Gigi ha duettato in Roma nun fà la stupida stasera, e subito dopo, i due duettano insieme a Massimo Ranieri in una parodia della canzone di Zero Il triangolo
- Anna Tatangelo con cui il conduttore ha duettato Un nuovo bacio
- Antonella Clerici, entrata in studio travestita da Heidi
- Peppino Gagliardi, con cui Gigi ha duettato in Come le Viole,T'amo e T'Amerò e Settembre
- Alex Britti, che ha cantato La vasca, Oggi sono io e Piove. E ha suonato la batteria di Gigi mentre quest'ultimo cantava la canzone Mon amour.
- Pupo e Emanuele Filiberto, che hanno annunciato che dal venerdì successivo in poi avrebbero condotto il loro programma Ciak... si canta!. Inoltre Pupo si è esibito al pianoforte con Su di noi, con il risultato che l'orchestra ha lanciato gli spartiti come a Sanremo.

## Ascolti
| Puntata         | Data          | Telespettatori | Share  |
| --------------- | ------------- | -------------- | ------ |
| Prima puntata   | 4 marzo 2010  | 5.899.000      | 25,04% |
| Seconda puntata | 11 marzo 2010 | 5.558.000      | 22,01% |
| Media           | Media         | 5.728.500      | 23,53% |